# Danh sách vườn quốc gia tại Iceland
 Vườn quốc gia (3)
Tính đến năm 2008, Iceland có 3 vườn quốc gia. Trước năm 2008, có 4 vườn quốc gia ở Iceland, trong năm đó Jökulsárgljúfur và Skaftafell đã được sáp nhập và hợp nhất vào Vườn quốc gia Vatnajökull. Vatnajökull cũng là vườn quốc gia có diện tích lớn nhất châu Âu về mặt địa lý.
| Tên            | Hình ảnh | Vị trí           | Thành lập | Diện tích                        |
| -------------- | -------- | ---------------- | --------- | -------------------------------- |
| Snæfellsjökull |          | Tây Iceland      | 2001      | 170 km2 (66 dặm vuông Anh)       |
| Vatnajökull    |          | Đông Nam Iceland | 2008      | 12.000 km2 (4.600 dặm vuông Anh) |
| Þingvellir*    |          | Nam Iceland      | 1928      |                                  |

## Vườn quốc gia cũ
| Tên             | Hình ảnh | Vị trí      | Thành lập | Diện tích                       |
| --------------- | -------- | ----------- | --------- | ------------------------------- |
| Jökulsárgljúfur |          | Bắc Iceland | 1973      |                                 |
| Skaftafell      |          | Nam Iceland | 1967      | 4.807 km2 (1.856 dặm vuông Anh) |